# Luqiao
Der Stadtbezirk Luqiao (chinesisch 路桥区, Pinyin Lùqiáo Qū) ist ein Stadtbezirk der bezirksfreien Stadt Taizhou in der Provinz Zhejiang der Volksrepublik China. Er hat eine Fläche von 308,2 km² und zählt 628.934 Einwohner (Stand: Zensus 2020).

## Administrative Gliederung
Auf Gemeindeebene setzt sich der Stadtbezirk aus sechs Straßenvierteln und vier Großgemeinden  zusammen. 